# 1989 en football
Cet article présente les faits marquants de l'année 1989 en football.

## Chronologie
- 7 février : Laurent Blanc honore sa première sélection en équipe de France à l'occasion d'un match face à la république d'Irlande.
- 1er avril, Championnat d'Espagne : au Camp Nou, le FC Barcelone et le Real Madrid font match nul sans inscrire le moindre but (0-0).
- 15 avril, Tragédie de Hillsborough : 96 morts lors d'un match entre Liverpool et Nottingham Forest.
- 29 avril : Didier Deschamps joue son premier match avec l'équipe de France. La rencontre oppose la France à la Yougoslavie.
- 10 mai : le FC Barcelone remporte la Coupe des coupes après une victoire 2-0 en finale sur le club italien de la Sampdoria de Gênes. C'est la troisième Coupe des coupes remportée par le club catalan.
  - Article détaillé : Coupe d'Europe des vainqueurs de coupe 1988-1989
- 17 mai : le SSC Naples remporte la Coupe de l'UEFA face au VfB Stuttgart. C'est la première Coupe de l'UEFA remportée par le club napolitain.
- 24 mai : le Milan AC remporte la Ligue des champions après une victoire 4-0 en finale contre le Steaua Bucarest. C'est la troisième Coupe aux grandes oreilles remportée par les Rossoneri.
- 19 juin : l'Olympique de Marseille remporte la Coupe de France en s'imposant en finale face à l'AS Monaco. Grâce à un triplé de Jean-Pierre Papin et un but de Klaus Allofs, l'OM glane sa dixième Coupe nationale.
- 20 septembre : Fernando Hierro reçoit sa première sélection en équipe d'Espagne lors d'un match amical face à la Pologne.
- 19 janvier : Championnat d'Espagne : au Camp Nou, le FC Barcelone s'impose sur le score de 3-1 face au Real Madrid.
- 15 décembre : le Raja de Casablanca remporte la Coupe d'Afrique des clubs champions.

## Champions nationaux
- L'Olympique de Marseille est Champion de France
- Le Bayern Munich remporte le championnat d'Allemagne
- Arsenal remporte le championnat d'Angleterre
- Le Real Madrid remporte le championnat d'Espagne
- L'Inter Milan remporte le championnat d'Italie
- Le FC Malines remporte le championnat de Belgique
- Le PSV Eindhoven remporte le championnat des Pays-Bas

## Naissances
Plus d'informations : Liste d'acteurs du football nés en 1989.
- 6 janvier  : Andy Carroll, footballeur anglais.
- 7 janvier : Emiliano Insúa, footballeur argentin.
- 8 janvier : Fabian Frei, footballeur suisse.
- 12 janvier : Axel Witsel, footballeur belge.
- 21 janvier : Henrikh Mkhitaryan, footballeur arménien.
- 30 janvier : Josip Pivarić, footballeur croate.
- 1er février : Alfreð Finnbogason, footballeur islandais.
- 2 février : Ivan Perisic, footballeur croate.
- 12 février  : Ron-Robert Zieler, footballeur allemand.
- 19 février : Aleksei Ionov, footballeur russe.
- 25 février : Milan Badelj, footballeur croate.
- 26 février : Gabriel Obertan, footballeur français.
- 27 février : Koo Ja-Cheol, footballeur sud-coréen.
- 1er mars : Carlos Vela, footballeur mexicain.
- 2 mars : Toby Alderweireld, footballeur belge.
- 7 mars : Neil Taylor, footballeur gallois.
- 10 mars : Maxime Gonalons, footballeur français.
- 13 mars : Holger Badstuber, footballeur allemand.
- 15 mars  : Adrien Silva, footballeur portugais.
- 16 mars : Theo Walcott, footballeur anglais.
- 17 mars : Shinji Kagawa, footballeur japonais.
- 21 mars : Jordi Alba, footballeur espagnol.
- 21 mars : Nicolás Lodeiro, footballeur uruguayen.
- 24 mars : Andrei Semenov, footballeur russe.
- 26 mars : Simon Kjaer, footballeur danois.
- 31 mars : Pablo Piatti, footballeur argentin.
- 3 avril : Romain Alessandrini, footballeur français.
- 6 avril : Djamel Bakar, footballeur français.
- 12 avril : Valentin Stocker, footballeur suisse.
- 17 avril : Charles Aránguiz, footballeur chilien.
- 27 avril : Lars Bender, footballeur allemand.
- 29 avril : Domagoj Vida, footballeur croate.
- 11 mai : Giovani dos Santos, footballeur mexicain.
- 21 mai : Hal Robson-Kanu, footballeur gallois.
- 30 mai  : Mikel San José, footballeur espagnol.
- 31 mai : Marco Reus, footballeur allemand.
- 2 juin : Freddy Adu, footballeur ghanéen naturalisé américain.
- 3 juin : Óscar Duarte, footballeur costaricien
- 13 juin : Andreas Samaris, footballeur grec.
- 18 juin : Pierre-Emerick Aubameyang, footballeur franco-gabonais.
- 19 juin : Abdelaziz Barrada, footballeur marocain.
- 20 juin : Javier Pastore, footballeur argentin.
- 5 juillet : Dejan Lovren, footballeur croate.
- 16 juillet : Gareth Bale, footballeur gallois.
- 20 juillet : Iouri Gazinski, footballeur russe.
- 21 juillet : Chris Gunter, footballeur gallois.
- 21 juillet : Marco Fabián, footballeur mexicain.
- 1er août : Salman Al-Faraj, footballeur saoudien.
- 2 août : Nacer Chadli, footballeur belge.
- 3 août : Matteo Bruscagin, footballeur italien.
- 5 août  : Ryan Bertrand, footballeur anglais.
- 10 août : Ben Sahar, footballeur israélien.
- 13 août : Tomas Necid, footballeur tchèque.
- 14 août : Ander Herrera, footballeur espagnol.
- 16 août : Moussa Sissoko, footballeur français.
- 28 août  : César Azpilicueta, footballeur espagnol.
- 1er septembre : Daniel Sturridge, footballeur anglais.
- 2 septembre : Alexandre Pato, footballeur brésilien.
- 9 septembre : Gylfi Sigurosson, footballeur islandais.
- 10 septembre : Younousse Sankharé, footballeur français.
- 13 septembre : Thomas Müller, footballeur allemand.
- 26 septembre : Ciaran Clark, footballeur irlandais.
- 29 septembre : Yevhen Konoplyanka, footballeur ukrainien.
- 12 octobre : Paulo Ganso, footballeur brésilien.
- 21 octobre : Sam Vokes, footballeur gallois.
- 23 octobre : Andriy Yarmolenko, footballeur ukrainien.
- 2 novembre : Stevan Jovetić, footballeur monténégrin.
- 4 novembre : Enner Valencia, footballeur équatorien.
- 6 novembre : Josmer Altidore, footballeur américain.
- 8 novembre : Morgan Schneiderlin, footballeur français.
- 14 novembre : Andreu Fontàs Prat, footballeur espagnol.
- 20 novembre : Eduardo Vargas, footballeur chilien.
- 22 novembre : Chris Smalling, footballeur anglais.
- 24 novembre : Mario Gavranovic, footballeur suisse.
- 29 novembre : Dominic Adiyiah, footballeur ghanéen.
- 30 novembre : Vladimir Weiss, footballeur slovaque.
- 2 décembre : Matteo Darmian, footballeur italien.
- 17 décembre : André Ayew, footballeur ghanéen.
- 26 décembre : Sofiane Feghouli, footballeur algérien.

## Décès
Plus d'informations : Liste d'acteurs du football morts en 1989.
- 1er janvier : décès à 73 ans de Marcel Tomazover, joueur devenu entraîneur français.
- 5 janvier : décès à 62 ans de Simon Janczewski, joueur français.
- 5 février : décès à 80 ans d'André Cheuva, international français devenu entraîneur ayant remporté le Championnat de France 1954 et 4 Coupe de France.
- 9 mars : décès à 69 ans de René Gallian, joueur français ayant remporté le Championnat de France 1948[1].
- 9 mars : décès à 77 ans de Miguel Gual Agustina, joueur puis entraîneur espagnol.
- 24 avril : décès à 77 ans de Franz Binder, joueur autrichien et allemand ayant remporté 4 Championnat d'Autriche, la Coupe d'Autriche 1946, le Championnat d'Allemagne en 1941 et la Coupe d'Allemagne 1938 devenu entraîneur.
- 15 mai : décès à 77 ans de Manuel Rosalench, joueur espagnol ayant remporté la Coupe d'Espagne 1942 devenu entraîneur.
- 16 mai : décès à 77 ans de Pierre Garnier, joueur français ayant rempoté le Championnat de France 1937[2].
- 10 juin : décès à 75 ans de Carlo Girometta, joueur italien ayant remporté la médaille d'or aux Jeux olympiques 1936.
- 13 juillet : décès à 59 ans de Guillaume Le Boëdec, joueur français[3].
- 3 août : décès à 69 ans de Johannes Schöne, international est-allemand ayant remporté le Championnat des Pays-Bas en 1935 devenu entraîneur.
- 19 août : décès à 77 ans de Henri Belunza, joueur argentin.
- 1er septembre : décès à 41 ans de Kazimierz Deyna, international polonais ayant remporté la médaille d'or aux Jeux Olympiques 1972, la médaille d'argent aux Jeux Olympiques 1976, 2 Championnat de Pologne et la Coupe de Pologne en 1973.
- 3 septembre : décès à 89 ans de Sten Mellgren, international suédois ayant remporté la médaille de bronze aux Jeux olympiques 1924.
- 3 septembre : décès à 36 ans de Gaetano Scirea, international italien ayant remporté la Coupe du monde 1982, la Coupe intercontinentale 1985, la Coupe des clubs champions 1985, la Coupe des coupes 1984, la Coupe UEFA 1977, 7 Championnat d'Italie et 2 Coupe d'Italie.
- 4 septembre : décès à 65 ans de Mokhtar Arribi, joueur franco-algérien puis entraineur ayant remporté 2 Championnat d'Algérie, 2 Coupe d'Algérie et la Coupe des clubs champions africains 1988[4].
- 9 septembre : décès à 70 ans de Claude Pruvot, joueur français ayant remporté la Coupe de France 1941[5].
- 13 septembre : décès à 56 ans de Zoltán Dudás, international hongrois ayant remporté la médaille de bronze aux Jeux olympiques 1960, le Championnat de Hongrie 1956 et la Coupe de Hongrie 1964.
- 27 septembre : décès à 49 ans de Giovanni Pellegrini, joueur français ayant remporté la Coupe de France en 1965 devenu entraîneur[6].
- 28 septembre : décès à 68 ans de José Arribas, joueur français ayant remporté 3 Championnat de France devenu entraîneur. Il fut également sélecionneur de la France.
- 14 octobre : décès à 90 ans de René Petit de Ory, international français ayant remporté 4 Coupe d'Espagne.
- 8 novembre : décès à 68 ans d'Eugène Proust, joueur puis entraîneur français[7].
- 9 novembre : décès à 78 ans de Leen Vente, international néerlandais.
- 19 novembre : décès à 83 ans de David Gámiz, joueur espagnol.
- 26 novembre : décès à 63 ans de Pachichu, joueur espagnol.
- 5 décembre : décès à 65 ans de Josep Serratusell, joueur espagnol ayant remporté le Championnat d'Espagne en 1949 et la Coupe d'Espagne 1942.
- 27 décembre : décès à 62 ans de Joseph Aucourt, joueur français[8].
- ? décembre : décès à 76 ans de Reuben Bennett, joueur puis entraîneur écossais.

## Liens
- RSSSF : Tous les résultats du monde